# Mesa (Washington)
Mesa (kiejtése: miːsə) az Amerikai Egyesült Államok északnyugati részén, Washington állam Franklin megyéjében elhelyezkedő város. A 2010. évi népszámlálási adatok alapján 489 lakosa van.

## Történet
A korábban Bluff Wells, majd Judson neveket viselő település 1883-ban épült állomásán egykor megálltak a Northern Pacific Railroad vonatai.
A csatornázás 1948-ban készült el, korábban az öntözéshez kútvizet használtak. Mesa 1955. június 23-án kapott városi rangot.

## Éghajlat
| Hónap                         | Jan.  | Feb.  | Már.  | Ápr. | Máj. | Jún. | Júl. | Aug. | Szep. | Okt.  | Nov.  | Dec.  | Év    |
| ----------------------------- | ----- | ----- | ----- | ---- | ---- | ---- | ---- | ---- | ----- | ----- | ----- | ----- | ----- |
| Rekord max. hőmérséklet (°C)  | 18,9  | 21,1  | 25,6  | 33,9 | 37,8 | 42,2 | 43,3 | 46,7 | 37,8  | 30,0  | 23,9  | 18,9  | 46,7  |
| Átlagos max. hőmérséklet (°C) | 2,8   | 7,8   | 13,3  | 18,3 | 23,3 | 27,2 | 31,7 | 31,1 | 26,1  | 18,3  | 8,3   | 2,8   | 17,6  |
| Átlagos min. hőmérséklet (°C) | −3,9  | −1,7  | 0,6   | 3,9  | 6,7  | 10,0 | 12,8 | 12,2 | 8,3   | 3,3   | 0,0   | −3,9  | 4,1   |
| Rekord min. hőmérséklet (°C)  | −27,2 | −28,3 | −15,6 | −7,2 | −3,9 | 1,1  | 3,3  | 2,8  | −3,9  | −12,8 | −26,1 | −25,6 | −28,3 |
| Átl. csapadékmennyiség (mm)   | 23    | 21    | 23    | 17   | 21   | 12   | 9    | 8    | 10    | 18    | 29    | 30    | 221   |
| Forrás: The Weather Channel   |       |       |       |      |      |      |      |      |       |       |       |       |       |

## Népesség
A 2010-es népszámláláskor a városnak 489 lakója, 124 háztartása és 106 családja volt. A népsűrűség 114 fő/km2. A lakóegységek száma 128, sűrűségük 29,8 db/km2. A lakosok 67,7%-a fehér, 1,6%-a afroamerikai, 0,4%-a indián, 0,4%-a ázsiai,  26,8%-a egyéb, 3,1%-a pedig kettő vagy több etnikumú. A spanyol vagy latino származásúak aránya 75,3% (   )
A háztartások 66,1%-ában élt 18 évnél fiatalabb. 58,1% házas, 14,5% egyedülálló nő, 12,9% egyedülálló férfi, 14,5% pedig nem család. 9,7% egyedül élt; 2,4%-uk 65 éves vagy idősebb. Egy háztartásban átlagosan 3,94 személy élt; a családok átlagmérete 4,08 fő.
A medián életkor 23,8 év volt. A város lakóinak 36,8%-a 18 évesnél fiatalabb, 15,4% 18 és 24 év közötti, 27,6%-uk 25 és 44 év közötti, 16,5%-uk 45 és 64 év közötti, 3,7%-uk pedig 65 éves vagy idősebb. A lakosok 51,1%-a férfi, 48,9%-a pedig nő.

## Fordítás
- Ez a szócikk részben vagy egészben  a   Mesa, Washington című angol Wikipédia-szócikk ezen változatának fordításán alapul.  Az eredeti cikk szerkesztőit annak laptörténete sorolja fel. Ez a jelzés csupán a megfogalmazás eredetét és a szerzői jogokat jelzi, nem szolgál a cikkben szereplő információk forrásmegjelöléseként.